# Wolf-Udo Ettel
Wolf-Udo Ettel (Hamburgo, 26 de fevereiro de 1921 – Catânia, 17 de julho de 1943) foi um piloto alemão durante a Segunda Guerra Mundial. Foi condecorado com a Cruz de Cavaleiro da Cruz de Ferro com Folhas de Carvalho. Wolf-Udo Ettel voou em mais de 250 missões de combate, tendo abatido um total de 124 aeronaves aliadas. Foi morto em combate no dia 17 de julho de 1943 quando o seu Bf 109G-6 foi abatido por fogo antiaéreo das forças britânicas.

## Segunda Guerra Mundial
A Segunda Guerra Mundial na Europa começou na sexta-feira, 1º de setembro de 1939, quando as forças alemãs invadiram a Polônia. Em 15 de novembro de 1939, Ettel ofereceu-se como voluntário para o serviço militar na Luftwaffe. Após vários cursos de treinamento, ele frequentou a escola de vôo para cegos em janeiro de 1941 e foi aprovado em sua licença de piloto A/B em Prenzlau. Ele então frequentou a Jagdfliegerschule (escola de formação de pilotos de caça) com base em Paris, França. Em setembro de 1941, ele foi colocado em um Ergänzungs-Jagdgruppe (grupo de caça suplementar), uma unidade de treinamento de pilotos de caça com base na Dinamarca.
Em 10 de abril de 1942, Leutnant Ettel foi colocado no 4. Staffel (esquadrão) do Jagdgeschwader 3 "Udet" (JG 3), o II. esquadrão do Gruppe (2º grupo) . Na época, o II. Gruppe havia sido colocado sob o comando geral do Jagdgeschwader 53 (JG 53) e estava localizado em San Pietro Clarenza, Sicília, voando em missões de combate durante o Cerco de Malta.

### Frente Oriental
Em 5 de maio 1942, Adolf Hitler emitiu sua diretriz N.º 41, que resumia suas ordens para a campanha de verão na União Soviética e resultou no Caso Azul, o plano da Wehrmacht para a ofensiva estratégica do verão de 1942 no sul da Rússia. Em preparação para esta campanha, o II. Gruppe foi transferido para a Frente Oriental, chegando Pilsen da Sicília em 27 de abril. O Gruppe foi então colocado sob o comando do Hauptmann Kurt Brändle e reabilitado para a campanha de verão. Após três semanas de descanso, II. Gruppe, como parte do VIII. Fliegerkorps, foi colocado na ala esquerda do Grupo de Exércitos Sul e recebeu ordens de se realocar para um campo de aviação em Chuguyev, os primeiros elementos chegando em 19 de maio. Em 24 de junho, o II. Gruppe mudou-se para Shchigry, um campo de aviação avançado a aproximadamente 50
 quilômetros (31 milhas) a leste de Kursk perto das linhas de frente. Naquele dia, Ettel conquistou suas duas primeiras vitórias ao abater duas aeronaves de ataque ao solo Ilyushin Il-2 "Shturmovik".
Ele próprio foi abatido a cerca de 15 km (9,3 mi) ao norte de Voronezh em 10 de julho enquanto destruía um bombardeiro Douglas Boston, sua sétima aeronave abatida no total. Ele saltou de seu Messerschmitt Bf 109 F-4 "White 1" (Werknummer 8383—número da fábrica) danificado atrás das linhas soviéticas, nadou pelo Rio Dom e retorna à sua unidade quatro dias depois. Em 24 de julho de 1942, ele recebeu a Cruz de Ferro 2ª classe e a Cruz de Ferro 1ª classe em 2 de agosto. Ettel conquistou sua 20ª vitória aérea em 9 de agosto, sua 30ª em 7 de outubro, e foi premiado com o Distintivo de Voo do Fronte da Luftwaffe para pilotos de caça em 23 de outubro. Três outras vitórias foram apresentadas em 31 de outubro, suas últimas vitórias em 1942, levando à entrega da Cruz Germânica em Ouro em dezembro de 1942.
Após a derrota alemã na Batalha de Stalingrado, o 4. Staffel foi transferido para a cabeça-de-ponte de Kuban e, durante os meses de operações intensivas, Ettel reivindicou 28 aeronaves soviéticas abatidas em março e mais 36 em abril, incluindo cinco abatidas em 11 de abril, uma conquista "ás-em-um-dia". Em 28 de abril de 1943, Ettel conquistou sua 100ª vitória aérea. Ele foi o 38º piloto da Luftwaffe a atingir a marca do século. No início de maio, II. Gruppe foi transferido para Carcóvia, de onde operou na área de combate a leste de Belgorod, atuando nesta área de 2 a 6 de maio. Em 6 de maio, o Gruppe reivindicou doze vitórias aéreas, incluindo quatro por Ettel, levando seu total para 104.
Em 11 de maio, Ettel conquistou sua 120ª vitória, sua última na Frente Oriental, mas foi abatido por fogo antiaéreo, resultando em um pouso forçado de seu Bf 109 G-4 (Werknummer 19 453) entre as linhas de frente, oeste de Anastassiewskaja. Durante seu retorno ao território controlado pela Alemanha, Ettel foi atacado por rifles pesados da infantaria soviética, mas escapou ileso. Naquela mesma noite, Ettel liderou uma patrulha da Wehrmacht até sua aeronave danificada para resgatar equipamentos importantes. Ettel foi condecorado com a Cruz de Cavaleiro da Cruz de Ferro  em 1º de junho. A entrega foi feita pelo  General der Jagdflieger Adolf Galland enquanto Ettel estava de férias em Berlim.

### Frente do Mediterrâneo e morte
Promovido a Oberleutnant (primeiro-tenente), Ettel foi nomeado Staffelkapitän (líder do esquadrão) do recém-criado 8. Staffel do Jagdgeschwader 27 (JG 27), na época com sede em Tânagra, Grécia. Enquanto morava em Tânagra, o III. Gruppe foi reequipado com um contingente completo das séries Bf 109 G-4 e G-6. Em junho, o Gruppe se familiarizou com a nova aeronave, realizando missões de treinamento. No final de junho, o III. Gruppe foi transferido para um campo de aviação em Argos em Peloponeso. Lá, a unidade foi incumbida de voar em missão de patrulha aérea de combate sobre o Mar Egeu. A Invasão aliada da Sicília resultou na realocação do III. Gruppe para Brindisi no sul da Itália em 14 de julho de 1943.
O III. Gruppe realizou suas primeiras missões em apoio às forças terrestres alemãs a sudeste de Catânia, na Sicília, em 15 de julho. Por causa da distância da área alvo, os Bf 109s tiveram que ser equipados com tanque ejetável. Ettel se envolveu em um combate aéreo ao norte do Monte Etna, onde conquistou sua primeira vitória aérea na Frente do Mediterrâneo sobre um caça Supermarine Spitfire da Força Aérea Real (RAF). No dia seguinte, ele reivindicou outro Spitfire. Por volta do meio-dia daquele dia, ele reivindicou dois bombardeiros B-24 Liberator das Forças Aéreas do Exército dos Estados Unidos (USAAF).
Em 17 de julho 1943, o III. Gruppe foi novamente incumbido de voar em missões de apoio terrestre contra as forças britânicas nas proximidades de Catânia. Nas proximidades de Lentini, o Gruppe perdeu cinco dos dez caças despachados para o fogo antiaéreo, entre eles Ettel, que foi abatido e morto em combate. Seu Bf 109 G-6 (Werknummer 18 402) caiu a nordeste do Lago di Lentini. Ettel foi condecorado postumamente com a Cruz de Cavaleiro da Cruz de Ferro com Folhas de Carvalho em 31 de agosto de 1943, o 289º oficial ou soldado da Wehrmacht a recer essa homenagem. Ele foi enterrado no cemitério alemão em Motta Sant'Anastasia em uma sepultura sem identificação.

## Condecorações
- Cruz de Ferro (1939)
  - 2ª classe (24 de julho de 1942)
  - 1ª classe (2 de agosto de 1942)
- Distintivo de Voo do Fronte da Luftwaffe em Ouro (23 de outubro de 1942)
- Troféu de Honra da Luftwaffe (25 de junho de 1943)[25]
- Cruz Germânica em Ouro (23 de dezembro de 1942)[26]
- Cruz de Cavaleiro da Cruz de Ferro (1 de junho de 1943)[27][28]
  - 289ª Folhas de Carvalho (31 de agosto de 1943, postumamente)[28][29]